# Patriotism

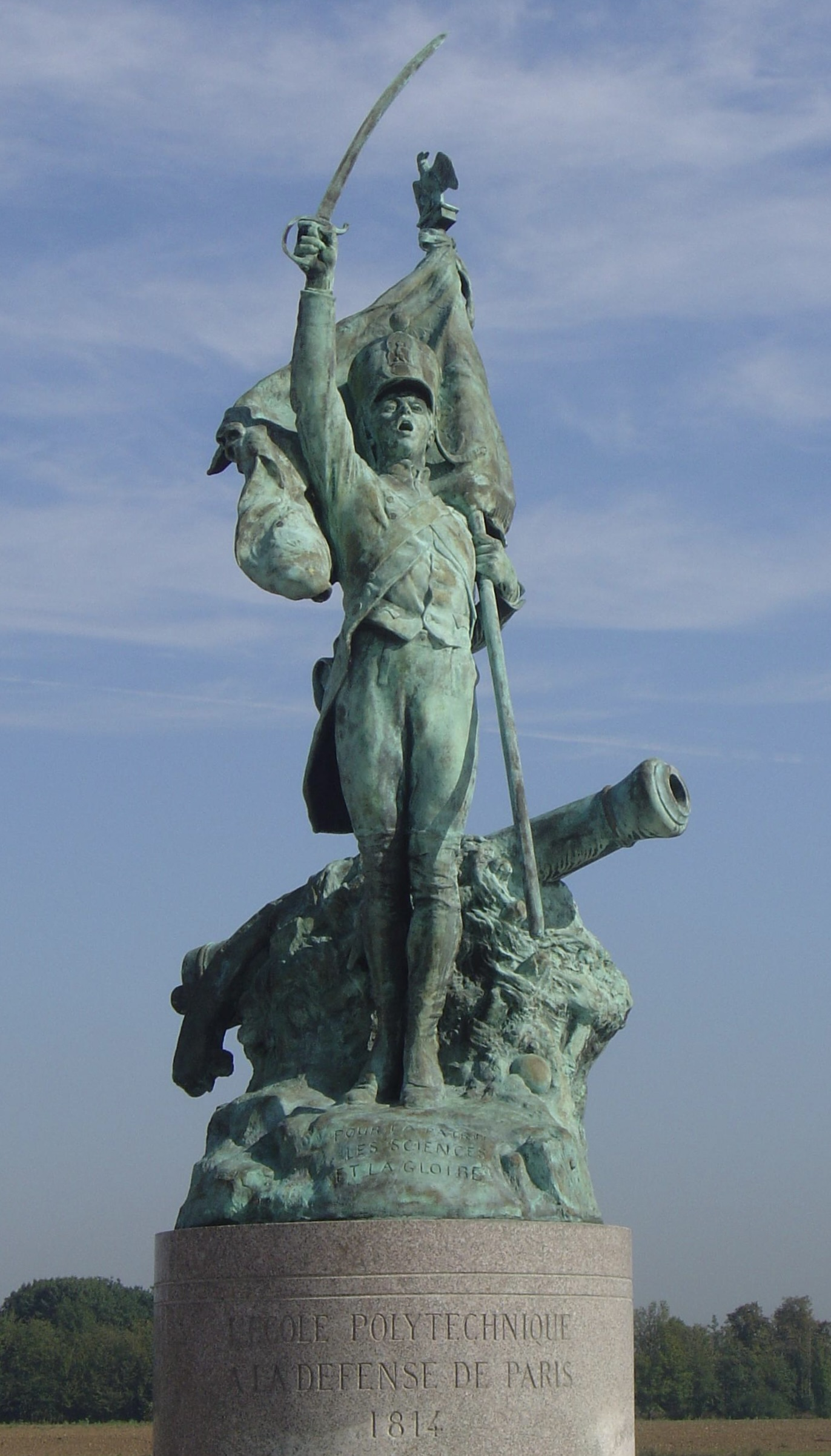
Statuie patriotică a şcolii politehnice din Franţa.

Prin patriotism se definește legătura emoțională față de o țară și de o națiune din motive etnice, politice, culturale sau de altă natură.

## Terminologie. Distincția între patriotism și xenofobie
Patriotismul (din latină patria: tărâm părintesc, tărâm al taților, originea greacă denumea inițial linia de filiație paternă) se înțelege ca iubirea pentru o țară și pentru locuitorii ei sau ca promovarea unui neam printre celelalte și nu trebuie confundat cu xenofobia: preferința exclusivă pentru un singur neam, însoțită de marginalizarea minorităților și de ostilitate față de străinătate.
Se deosebește de naționalism prin referința juridică și ideologia politică : patriotismul se referă la dreptul pământean care definește națiunile prin apartenența la același teritoriu, și tinde a constitui statele pe bază teritorială (indiferent de origini și limbi, ca de exemplu în Elveția), cu o legislație inspirată din jus soli ; naționalismul se referă la dreptul strămoșesc care definește comunitățile istorico-lingvistice și tinde a constitui statele pe bază etnică, cu o legislație inspirată din jus sanguinis.

## Despre patriotism
Nicolae Iorga spunea că „un patriot se recunoaște prin faptul că iubește, respectă și caută să adune și să îmbunătățească tărâmurile și oamenii, pe când un șovinist urăște tot ce nu-i seamănă și dezbină oamenii”. Mai recent, Mihai C. Băcescu spunea că „o patrie iubită se recunoaște din prima vedere fiindcă este o patrie curată, nepoluată, care arată frumos și primitor, indiferent că-i săracă sau bogată, că în ea auzim o singură limbă sau mai multe”.
În viziunea filosofului Vasile Conta, a fi patriot înseamnă: „a fi cinstit, a avea conștiința curată și o inteligență vie, a avea un arbitraj filosofic pentru compatrioții tăi; în fine, un criteriu, din care să reiasă principiul că viața ta aparține tuturor și că tu nu ești decât un luptător într-un război care tinde spre fericirea și gloria țării tale”.

„Patria română”, desen patriotic şcolăresc.

## Civism
Pe lângă legătura emoțională, cuvântul patriotism definește și o atitudine civică, care poate fi predată în școli, manifestată legal prin:
- anumite drepturi și datorii constituționale, în legătură cu statutul de cetățean al unui stat: de exemplu dreptul de a fi apărat de stat și datoria de a-l apăra, sau dreptul de a fi ajutat bănește de stat și datoria de a plăti impozite și taxe
- anumite trăsături ale identității naționale, așa cum sunt ele definite constituțional, pe care cetățeanul trebuie, în principiu, să și le însușească: în cadrul dreptului strămoșesc, aceste trăsături se bazează mai ales pe o limbă sau o religie, în timp ce în cadrul dreptului pământean, ele se bazează mai ales pe anumite valori politice (democrate sau nu). În constituția fiecărui stat există o doză de drept strămoșesc și una de drept pământean.

În anumite țări, statul le cere cetățenilor (sau anumitor categorii de cetățeni, slujitori ai autorității publice) să-și manifesteze solemn patriotismul depunând jurământ. În numeroase țări, școlarii asistă în fiecare dimineață la ceremonia ridicării drapelului și a cântării imnului național.